# Ḩeşār (ort i Nordkhorasan, lat 37,30, long 58,03)
Ḩeşār (persiska: Ḩeşār-e Devīn, حصار) är en ort i Iran.   Den ligger i provinsen Nordkhorasan, i den nordöstra delen av landet, 600 km öster om huvudstaden Teheran. Ḩeşār ligger 1 157 meter över havet och antalet invånare är 433.
Terrängen runt Ḩeşār är huvudsakligen platt, men söderut är den kuperad. Runt Ḩeşār är det ganska glesbefolkat, med 38 invånare per kvadratkilometer. Närmaste större samhälle är Shīrvān, 13,8 km nordväst om Ḩeşār. Omgivningarna runt Ḩeşār är i huvudsak ett öppet busklandskap.